# Месоцветен чашкодрян
Месоцветният чашкодрян (Euonymus carnosus) е вид цъфтящо растение от семейство Чашкодрянови (Celastraceae). Печели Наградата за градински заслуги на Кралското градинарско общество.

## Разпространение
Видът е родом от югоизточения и южния централен Китай, Тайван, Бонинските острови, островите Рюкю и Япония.